# Kostel svatého Lukáše (Karlovy Vary)
Původně anglikánský, dnes metodistický kostel svatého Lukáše stojí na Zámeckém vrchu v centru města Karlovy Vary. Kostel sv. Lukáše se řadí mezi stavební skvosty Karlových Varů a je chráněn jako kulturní památka.

## Historie
Roku 1874 požádal sir Henry Killick za společnost bohatých anglických návštěvníků o stavbu anglikánského kostela. Saský královský stavební rada Oscar Mothes dal ve svém oceňovaném projektu budově formu anglické cihlové gotiky. Stavbu v letech 1876–1877 zhotovila firma Slowak. 15. října 1876 se započalo s pracemi a 24. června následujícího roku tak mohl být kostel vysvěcen londýnským biskupem reverendem Lordem Marsdenem.[zdroj?]
Základní kámen kostela byl položen v roce 1876. Dokončen byl kostel v roce 1877 podle plánů lipského stavebního rady Oscara Mothese. Stavba vychází z romantického pojetí anglické neogotiky, používající režné (neomítnuté) zdivo, které dodává stavbě cizokrajný nádech.

## Popis objektu
Půdorys kostela je ve tvaru latinského kříže a je zakončen polygonálním presbytářem. Nad křížením jednolodního interiéru se nachází dřevěná kupole, nad ní v exteriéru jehlancová věž. Tato věž je jedním z nejvýraznějších prvků celého kostela. K dalším výrazným prvkům kostela patří i velké kruhové okno s typickými anglikánskými vzory.
V blízkosti kostela se nachází výklenková kaple se třemi obrazy pašijových scén z 19. století.
Nyní je kostel po mnoha letech opět otevřen a je v něm umístěna expozice Museum House of Wax (Muzeum historických voskových figurín). Můžete zde vidět nejstarší figuríny na světě[zdroj?] vyrobené v roce 1850 a další. Také je zde možno vidět naprosto unikátní film Karlovy Vary v letech 1919–1934 (42 min. filmu).
Hlavní kostelní loď o délce 30 m je situovaná od západu na východ. Ve svém středu je lomena příčnou lodí. Nad zkřížením obou lodí se tyčí tupý jehlan věže (pyramida bez špičky). Všechny stavební prvky se pyšní novogotickou výzdobou. Celkový dojem ovlivňují zejména okna a vitráže. Všechna okna se vyznačují jednotnou barevností, základní barvou skla je tlumeně modro-zelená. Na nich jsou tmavými barvami s uměleckou dokonalostí znázorněny figurální scény. Vlevo v příčné lodi je zobrazeno mládí Kristovo, od zvěstování Marii až po útěk do Egypta, napravo pak utrpení Kristovo. Vlevo v hlavní lodi je zobrazena sv. Cecílie a sv. Helena, vpravo sv. Ambrož a sv. Jiří. Ve zdi štítu je kulatý otvor rozety, v jehož středu je malba Beránka Božího obklopeného modlícími se anděly. Barevná jednota okna dává prostoru jemné tlumené zelené světlo. Na podélné zdi za příčnou lodí se nachází další okno, které zobrazuje návštěvu Krista u Marie Magdaleny. Naproti oknu s Magdalenou je na zdi sakristie v prostoru slepého okna vložena skleněná mozaika: sv. Lukáš a sv. Jiří.
Vnitřní stěny chrámu jsou vymalovány modrým podkladem se zlatými monogramy Boha Otce a Boha Syna.
Další zvláštností jsou dřevořezby klenutých stropů. Pod dřevěnou kazatelnou stojí vyřezávaný čtecí pult. U vchodu stojí dva dřevěné sloupy, jež nesou pěveckou galerii. Zdobí ji anglický královský erb s letopočtem 1910, jenž připomíná návštěvu královské rodiny.

## Muzeum voskových figurín
V současné době se v kostele nachází museum unikátních původních voskových figurín. V objektu najdete také původní interiéry tvořené originálními vitrážemi či dřevořezbu stropní klenby. Součástí expozice je také jedinečná projekce filmů o Karlových Varech natočených v letech 1919–1934.
Expozici tvoří nejstarší voskové figuríny na světě, které návštěvníka seznámí se slavnými návštěvníky Karlových Varů, význačnými královskými rodinami, prezidenty, politiky, vojevůdci, diktátory, hvězdami seriálů a hudebních scén, sportovci a dalšími kultovními postavami z celého světa.